# Carterocephalus
Carterocephalus is een geslacht van vlinders uit de familie van de dikkopjes (Hesperiidae).

## Soorten
- Carterocephalus abax Oberthür, 1886
- Carterocephalus alcina Evans, 1939
- Carterocephalus alcinoides Lee, 1962
- Carterocephalus argyrostigma (Eversmann, 1851)
- Carterocephalus avanti (de Nicéville, 1886)
- Carterocephalus bozanoi (Huang, 2019)
- Carterocephalus canopunctatus Nabokov, 1941
- Carterocephalus christophi Grum-Grshimailo, 1891
- Carterocephalus dieckmanni Graesser, 1888
- Carterocephalus flavomaculatus Oberthür, 1886
- Carterocephalus habaensis Yoshino, 1997
- Carterocephalus houangty Oberthür, 1886
- Carterocephalus micio Oberthür, 1891
- Carterocephalus niveomaculatus Oberthür, 1886
- Carterocephalus palaemon (Pallas, 1771) - Bont dikkopje
- Carterocephalus pulchra (Leech, 1891)
- Carterocephalus silvicola (Meigen, 1829) - Geelbont dikkopje
- Carterocephalus tibetanus (South, 1913)
- Carterocephalus zhongkui (Sakai, 2016)